# Kuća Kodl u Glagoljaškoj 1 u Splitu
Kuća Kodl nalazi se u Splitu, Hrvatska, na adresi Glagoljaška 1.

## Opis
Sagrađena je 1927. godine. Arhitekt je Josip Kodl istaknuti arhitekt, porijeklom Čeh, koji je dao snažan pečat splitskoj arhitekturi između dva svjetska rata, podiže svoju obiteljsku kuću prema vlastitom projektu iz 1927. godine. Kuća se nalazi na dnu Glagoljaške ulice koja vodi do tvrđave Gripe. Kodl ju je kasnije prodao obitelji Andreis, a danas su u njoj smještene školske sestre franjevke. Skladna i nenametljiva jednokatnica, blago izmaknutih volumena, sa suptilnom koloristikom pročelja postignutom uporabom opeke, žbuke i detalja od bijelog kamena, te ravnim krovom koji je rijetkost u splitskoj arhitekturi toga vremena, istaknuti je i rani primjer arhitektonskih zamisli moderne koju u Splitu afirmira upravo Kodl.

## Zaštita
Pod oznakom Z-5815 zavedena je kao nepokretno kulturno dobro - pojedinačno, pravna statusa zaštićena kulturnog dobra, klasificiranog kao profana graditeljska baština.